# Équipe de France féminine de handball aux Jeux olympiques d'été de 2016
Cet article relate le parcours de l'Équipe de France féminine de handball aux Jeux olympiques d'été de 2016, organisé au Brésil. Il s'agit de la 5e participation de la France aux Jeux olympiques.
L'équipe de France termine à la 2e place du tournoi mondial 1 de qualification pour les Jeux olympiques d'été de 2016 organisé à domicile et disputé à Metz. Les Bleues se qualifient pour les Jeux olympiques d'été de 2016 à Rio de Janeiro (Brésil) avec un bilan de deux larges victoires contre la Tunisie (33-15) et le Japon (25-17), et d'une lourde défaite contre les Pays-Bas (17-24).
Lors du tournoi de qualification olympique (TQO) disputé à Metz, les Bleues débutent par une lourde défaite contre les Pays-Bas (17-24) mais s'imposent ensuite nettement face à la Tunisie (33-15) et à le Japon (25-17) et décrochent ainsi l'une des deux places qualificatives pour ces Jeux olympiques à Rio de Janeiro.
En phase de poules, les Bleues se classent à la deuxième place de leur groupe avec un bilan de quatre victoires contre les Pays-Bas (18-14), l'Argentine (27-11), la Corée du Sud (21-17) et la Suède (27-25), ainsi qu'une courte défaite contre la Russie (25-26) lors de la deuxième journée. 
Qualifiées pour les quarts de finale comme lors des quatre précédentes éditions, les Bleues parviennent à briser la malédiction en s'imposant face à l'Espagne : ultra-dominées à la mi-temps (5-12), les Françaises parviennent à arracher la prolongation (scorant 3-0 lors des 2 dernières minutes) pour finalement s'imposer 27 à 26. Après le TQO et le premier match de poule, la France retrouve les Pays-Bas en demi-finale qu'elle bat 24 à 23 après avoir mené au score depuis le quart d'heure de jeu. En finale face la Russie, l'équipe de France s'incline 19 à 22 mais décroche ainsi sa première médaille aux Jeux olympiques, l'argent, en terminant à la deuxième place.
Deux françaises sont élues dans l'équipe-type de la compétition : l'arrière droite Alexandra Lacrabère et l'arrière gauche Allison Pineau. Par ailleurs, cette dernière dénonce à l'issue de la compétition l'absence de soutien des autres entraîneurs français et exprime sa colère en pressentant l'hypocrisie du monde du handball au vu du résultat de l'équipe de France.

## Présentation

### Qualification
La 7e place de la France au Championnat du monde 2015 lui octroie une place pour un tournoi de qualification olympique (TQO).
La France a le privilège d'organiser ce TQO à domicile au Palais omnisports Les Arènes de Metz mais les Bleues s'inclinent face aux Pays-Bas lors du premier match. Néanmoins, elles s'imposent ensuite face à la Tunisie puis au Japon et obtiennent ainsi l'une des deux places qualificatives pour le tournoi.
| 18 mars 2016 19h00 | Pays-Bas                | 24–17   | France           | Les Arènes, Metz Affluence : 5 000 Arbitrage : Arntsen, Røen |
| 18 mars 2016 19h00 | Laura van der Heijden 5 | (9–7)   | Siraba Dembélé 5 | Les Arènes, Metz Affluence : 5 000 Arbitrage : Arntsen, Røen |
| 18 mars 2016 19h00 | ×2                      | Rapport | ×3               | Les Arènes, Metz Affluence : 5 000 Arbitrage : Arntsen, Røen |

| 19 mars 2016 19h00 | France          | 33–15   | Tunisie          | Les Arènes, Metz Affluence : 4 000 Arbitrage : Gatelis, Mažeika |
| 19 mars 2016 19h00 | Manon Houette 8 | (20–6)  | trois joueuses 3 | Les Arènes, Metz Affluence : 4 000 Arbitrage : Gatelis, Mažeika |
| 19 mars 2016 19h00 | ×4              | Rapport | ×3 ×1            | Les Arènes, Metz Affluence : 4 000 Arbitrage : Gatelis, Mažeika |

| 20 mars 2016 19h30 | France            | 25-17   | Japon         | Les Arènes, Metz Affluence : 4 000 Arbitrage : Nachevski, Nikolov |
| 20 mars 2016 19h30 | Allison Pineau, 7 | (11-7)  | Shio Fujii, 5 | Les Arènes, Metz Affluence : 4 000 Arbitrage : Nachevski, Nikolov |
| 20 mars 2016 19h30 | ×3 ×1             | Rapport | ×3 ×2         | Les Arènes, Metz Affluence : 4 000 Arbitrage : Nachevski, Nikolov |

### Matchs de préparation
La France participe à la Ulstein Cup, compétition amicale organisée dans l'Ulsteinhallen d'Ulsteinvik en Norvège :
| 21 juillet 2016 | France | 17-21 | Espagne | Ulsteinvik, Norvège |

| 23 juillet 2016 | France | 24-18 | Roumanie | Ulsteinvik, Norvège |

| 24 juillet 2016 | Norvège | 25-24 | France | Ulsteinvik, Norvège |

### Effectif
Remarques :
- Marie Prouvensier a été appelée au stade des quarts de finale pour pallier la blessure de Blandine Dancette[6].
- Tamara Horacek, qui était la quinzième joueuse[5], a remplacé Chloé Bulleux pour la finale.
- En plus de Prouvensier et Horacek, deux autres joueuses ont participé à la phase de préparation : la gardienne de but Julie Foggea et l'ailière gauche Coralie Lassource[7].

## Résultats
Remarque : toutes les heures sont locales (UTC−3). En Europe (UTC+2), il faut donc ajouter 5 heures.

### Phase de poule
Classement
|   | Équipe       | Pts | J | G | N | P | Bp  | Bc  | Diff |
| - | ------------ | --- | - | - | - | - | --- | --- | ---- |
| 1 | Russie       | 10  | 5 | 5 | 0 | 0 | 165 | 147 | 18   |
| 2 | France       | 8   | 5 | 4 | 0 | 1 | 118 | 93  | 25   |
| 3 | Suède        | 5   | 5 | 2 | 1 | 2 | 150 | 141 | 9    |
| 4 | Pays-Bas     | 4   | 5 | 1 | 2 | 2 | 135 | 135 | 0    |
| 5 | Corée du Sud | 3   | 5 | 1 | 1 | 3 | 130 | 136 | -6   |
| 6 | Argentine    | 0   | 5 | 0 | 0 | 5 | 101 | 147 | -46  |

|  | Qualifié pour les quarts de finale                                                                                     |
|  | Éliminé |
|  | Pts points ; J joués ; G victoires ; N nuls ; P défaites BP buts marqués ; BC buts encaissés ; Diff différence de buts |

| 6 août 2016 11 h 30 | Pays-Bas                          | 14 - 18  | France              | Future Arena, Rio de Janeiro Affluence : 8 452 Arbitrage : Røen, Arntsen |
| 6 août 2016 11 h 30 | van der Heijden, Groot, Abbingh 3 | (6 - 10) | Lacrabère, Pineau 5 | Future Arena, Rio de Janeiro Affluence : 8 452 Arbitrage : Røen, Arntsen |
| 6 août 2016 11 h 30 | ×3 ×5                             | Rapport  | ×3                  | Future Arena, Rio de Janeiro Affluence : 8 452 Arbitrage : Røen, Arntsen |

| 8 août 2016 11 h 30 | France                 | 25 - 26   | Russie               | Future Arena, Rio de Janeiro Affluence : 4 980 Arbitrage : Lah, Sok |
| 8 août 2016 11 h 30 | Alexandra Lacrabère 11 | (10 - 15) | Polina Kouznetsova 6 | Future Arena, Rio de Janeiro Affluence : 4 980 Arbitrage : Lah, Sok |
| 8 août 2016 11 h 30 | ×3 ×6                  | Rapport   | ×4                   | Future Arena, Rio de Janeiro Affluence : 4 980 Arbitrage : Lah, Sok |

| 10 août 2016 21 h 50 | France          | 27 - 11  | Argentine        | Future Arena, Rio de Janeiro Affluence : 7 184 Arbitrage : Alpaidze, Berezkina |
| 10 août 2016 21 h 50 | Manon Houette 8 | (15 - 4) | Rocio Campigli 4 | Future Arena, Rio de Janeiro Affluence : 7 184 Arbitrage : Alpaidze, Berezkina |
| 10 août 2016 21 h 50 | ×3 ×4           | Rapport  | ×2 ×7            | Future Arena, Rio de Janeiro Affluence : 7 184 Arbitrage : Alpaidze, Berezkina |

| 12 août 2016 21 h 50 | Corée du Sud | 17 - 21   | France      | Future Arena, Rio de Janeiro Arbitrage : Hansen, Gjeding |
| 12 août 2016 21 h 50 | Song 5       | (11 - 11) | Lacrabère 7 | Future Arena, Rio de Janeiro Arbitrage : Hansen, Gjeding |
| 12 août 2016 21 h 50 | ×1 ×3        | Rapport   | ×4 ×6       | Future Arena, Rio de Janeiro Arbitrage : Hansen, Gjeding |

| 14 août 2016 11 h 30 | Suède            | 25 - 27   | France                | Future Arena, Rio de Janeiro Affluence : 5 108 Arbitrage : Røen, Arntsen |
| 14 août 2016 11 h 30 | Jamina Roberts 8 | (13 - 15) | Alexandra Lacrabère 8 | Future Arena, Rio de Janeiro Affluence : 5 108 Arbitrage : Røen, Arntsen |
| 14 août 2016 11 h 30 | ×2               | Rapport   | ×4 ×1                 | Future Arena, Rio de Janeiro Affluence : 5 108 Arbitrage : Røen, Arntsen |

### Phase finale
|  | Quarts de finale                              | Quarts de finale                              |                                               |                                               | Demi-finales                                  | Demi-finales                                  |      |  | Finale                                        | Finale                                        |
|  | Quarts de finale                              | Quarts de finale                              |                                               |                                               | Demi-finales                                  | Demi-finales                                  |      |  | Finale                                        | Finale                                        |
|  |                                               |                                               |                                               |                                               |                                               |                                               |      |  |                                               |                                               |
|  | 16 août, 10h00, Future Arena (Rio de Janeiro) | 16 août, 10h00, Future Arena (Rio de Janeiro) |                                               |                                               | 18 août, 15h30, Future Arena (Rio de Janeiro) | 18 août, 15h30, Future Arena (Rio de Janeiro) |      |  | 20 août, 15h30, Future Arena (Rio de Janeiro) | 20 août, 15h30, Future Arena (Rio de Janeiro) |
|  | 16 août, 10h00, Future Arena (Rio de Janeiro) | 16 août, 10h00, Future Arena (Rio de Janeiro) |                                               |                                               | 18 août, 15h30, Future Arena (Rio de Janeiro) | 18 août, 15h30, Future Arena (Rio de Janeiro) |      |  | 20 août, 15h30, Future Arena (Rio de Janeiro) | 20 août, 15h30, Future Arena (Rio de Janeiro) |
|  | [A1] Brésil                                   | 23                                            |                                               |                                               | 18 août, 15h30, Future Arena (Rio de Janeiro) | 18 août, 15h30, Future Arena (Rio de Janeiro) |      |  | 20 août, 15h30, Future Arena (Rio de Janeiro) | 20 août, 15h30, Future Arena (Rio de Janeiro) |
|  | [A1] Brésil                                   | 23                                            |                                               |                                               | 18 août, 15h30, Future Arena (Rio de Janeiro) | 18 août, 15h30, Future Arena (Rio de Janeiro) |      |  | 20 août, 15h30, Future Arena (Rio de Janeiro) | 20 août, 15h30, Future Arena (Rio de Janeiro) |
|  | [B4] Pays-Bas                                 | 32                                            |                                               |                                               | 18 août, 15h30, Future Arena (Rio de Janeiro) | 18 août, 15h30, Future Arena (Rio de Janeiro) |      |  | 20 août, 15h30, Future Arena (Rio de Janeiro) | 20 août, 15h30, Future Arena (Rio de Janeiro) |
|  | [B4] Pays-Bas                                 | 32                                            | Pays-Bas                                      | 23                                            |                                               |                                               |      |  | 20 août, 15h30, Future Arena (Rio de Janeiro) | 20 août, 15h30, Future Arena (Rio de Janeiro) |
|  | 16 août, 13h30, Future Arena (Rio de Janeiro) |                                               | Pays-Bas                                      | 23                                            |                                               |                                               |      |  | 20 août, 15h30, Future Arena (Rio de Janeiro) | 20 août, 15h30, Future Arena (Rio de Janeiro) |
|  |                                               | France                                        | 24                                            |                                               |                                               |                                               |      |  | 20 août, 15h30, Future Arena (Rio de Janeiro) | 20 août, 15h30, Future Arena (Rio de Janeiro) |
|  | [A3] Espagne                                  | France                                        | 24                                            | 26                                            |                                               |                                               |      |  | 20 août, 15h30, Future Arena (Rio de Janeiro) | 20 août, 15h30, Future Arena (Rio de Janeiro) |
|  | [A3] Espagne                                  |                                               |                                               | 26                                            |                                               |                                               |      |  | 20 août, 15h30, Future Arena (Rio de Janeiro) | 20 août, 15h30, Future Arena (Rio de Janeiro) |
|  | [B2] France                                   | 27ap                                          |                                               |                                               |                                               |                                               |      |  | 20 août, 15h30, Future Arena (Rio de Janeiro) | 20 août, 15h30, Future Arena (Rio de Janeiro) |
|  | [B2] France                                   | 27ap                                          | France                                        | 19                                            |                                               |                                               |      |  |                                               |                                               |
|  | 16 août, 17h00, Future Arena (Rio de Janeiro) |                                               | France                                        | 19                                            |                                               |                                               |      |  |                                               |                                               |
|  |                                               | Russie                                        | 22                                            |                                               |                                               |                                               |      |  |                                               |                                               |
|  | [A2] Norvège                                  | Russie                                        | 22                                            | 33                                            |                                               |                                               |      |  |                                               |                                               |
|  | [A2] Norvège                                  | 18 août, 20h30, Future Arena (Rio de Janeiro) |                                               | 33                                            |                                               |                                               |      |  |                                               |                                               |
|  | [B3] Suède                                    | 20                                            |                                               |                                               |                                               |                                               |      |  |                                               |                                               |
|  | [B3] Suède                                    | 20                                            | Norvège                                       | 37                                            |                                               |                                               |      |  |                                               |                                               |
|  | 16 août, 20h30, Future Arena (Rio de Janeiro) | 16 août, 20h30, Future Arena (Rio de Janeiro) | Norvège                                       | 37                                            | Match pour la 3e place                        | Match pour la 3e place                        |      |  |                                               |                                               |
|  | 16 août, 20h30, Future Arena (Rio de Janeiro) | 16 août, 20h30, Future Arena (Rio de Janeiro) |                                               | Russie                                        | Match pour la 3e place                        | Match pour la 3e place                        | 38ap |  |                                               |                                               |
|  | [A4] Angola                                   | 27                                            | 20 août, 11h30, Future Arena (Rio de Janeiro) | 20 août, 11h30, Future Arena (Rio de Janeiro) |                                               |                                               | 38ap |  |                                               |                                               |
|  | [A4] Angola                                   | 27                                            | 20 août, 11h30, Future Arena (Rio de Janeiro) | 20 août, 11h30, Future Arena (Rio de Janeiro) |                                               |                                               |      |  |                                               |                                               |
|  | [B1] Russie                                   | 31                                            |                                               | Pays-Bas                                      | 26                                            |                                               |      |  |                                               |                                               |
|  | [B1] Russie                                   | 31                                            |                                               | Pays-Bas                                      | 26                                            |                                               |      |  |                                               |                                               |
|  |                                               |                                               |                                               |                                               |                                               |                                               |      |  | Norvège                                       | 36                                            |
|  |                                               |                                               |                                               |                                               |                                               |                                               |      |  | Norvège                                       | 36                                            |

#### Quart de finale
| 16 août 2016 13 h 30 | Espagne       | 26 - 27 (ap)      | France                | Future Arena, Rio de Janeiro Arbitrage : Alpaidze, Berezkina |
| 16 août 2016 13 h 30 | Nerea Pena 13 | (12 - 5, 23 - 23) | Alexandra Lacrabère 7 | Future Arena, Rio de Janeiro Arbitrage : Alpaidze, Berezkina |
| 16 août 2016 13 h 30 | Prol. : 3 - 4 |                   |                       | Future Arena, Rio de Janeiro Arbitrage : Alpaidze, Berezkina |
| 16 août 2016 13 h 30 | ×4 ×8 ×1      | Rapport           | ×2                    | Future Arena, Rio de Janeiro Arbitrage : Alpaidze, Berezkina |

#### Demi-finale
| 18 août 2016 15 h 30 | Pays-Bas          | 23 - 24   | France   | Future Arena, Rio de Janeiro Affluence : 8 702 Arbitrage : Koo, Lee |
| 18 août 2016 15 h 30 | van der Heijden 8 | (13 - 17) | Pineau 7 | Future Arena, Rio de Janeiro Affluence : 8 702 Arbitrage : Koo, Lee |
| 18 août 2016 15 h 30 | ×3 ×2             | Rapport   | ×2 ×3    | Future Arena, Rio de Janeiro Affluence : 8 702 Arbitrage : Koo, Lee |

#### Finale
| 20 août 2016 15 h 30 | France            | 19 - 22  | Russie       | Future Arena, Rio de Janeiro Affluence : 8 656 Arbitrage : Røen, Arntsen |
| 20 août 2016 15 h 30 | Pineau, Dembélé 5 | (7 - 10) | Viakhireva 5 | Future Arena, Rio de Janeiro Affluence : 8 656 Arbitrage : Røen, Arntsen |
| 20 août 2016 15 h 30 | ×2 ×1             | Rapport  | ×3 ×2        | Future Arena, Rio de Janeiro Affluence : 8 656 Arbitrage : Røen, Arntsen |

## Statistiques et récompenses

### Récompenses
Deux joueuses de l'équipe de France sont désignées parmi les sept meilleures joueuses du tournoi :
- Allison Pineau au poste d'arrière gauche
- Alexandra Lacrabère au poste d'arrière droite[8].

De plus, avec une moyenne de 41,3 % d'arrêts, la gardienne de buts Laura Glauser possède le meilleur pourcentage d'arrêts de la compétition.

### Statistiques collectives
Avec une moyenne de 20,5 buts par match, la France possède la meilleure défense de la compétition.
Avec une moyenne de 24,7 ans, la France possède l'effectif le plus jeune de la compétition.

### Marqueuses
Avec 46 buts marqués, Alexandra Lacrabère est la deuxième marqueuse de la compétition derrière la norvégienne Nora Mørk et ses 62 buts.
| Rang  | Joueur                 | Tot. | Tirs | %      | 7m    | MJ | Moy. | Carton jaune | Suspension | Carton rouge | Temps de jeu    |
| ----- | ---------------------- | ---- | ---- | ------ | ----- | -- | ---- | ------------ | ---------- | ------------ | --------------- |
| 1     | Alexandra Lacrabère    | 46   | 74   | 62,2 % | 11/15 | 8  | 5,8  | 0            | 2          | 0            | 5 h 34 min 56 s |
| 2     | Allison Pineau         | 32   | 74   | 43,2 % | 10/16 | 8  | 4,0  | 3            | 1          | 0            | 6 h 6 min 40 s  |
| 3     | Siraba Dembélé         | 23   | 36   | 63,9 % | -     | 8  | 2,9  | 5            | 1          | 0            | 5 h 25 min 41 s |
| 4     | Laurisa Landre         | 18   | 27   | 66,7 % | -     | 8  | 2,3  | 0            | 2          | 0            | 2 h 57 min 55 s |
| 5     | Gnonsiane Niombla      | 17   | 30   | 56,7 % | 5/5   | 8  | 2,1  | 1            | 3          | 0            | 4 h 14 min 37 s |
| 6     | Estelle Nze Minko      | 15   | 31   | 48,4 % | -     | 8  | 1,9  | 1            | 2          | 0            | 4 h 14 min 5 s  |
| 7     | Manon Houette          | 13   | 19   | 68,4 % | 2/3   | 8  | 1,6  | 0            | 0          | 0            | 2 h 45 min 18 s |
| 8     | Camille Ayglon-Saurina | 9    | 15   | 60,0 % | -     | 8  | 1,1  | 3            | 5          | 0            | 5 h 9 min 11 s  |
| 9     | Chloé Bulleux          | 7    | 18   | 38,9 % | -     | 7  | 1,0  | 1            | 1          | 0            | 3 h 40 min 48 s |
| 10    | Béatrice Edwige        | 4    | 5    | 80,0 % | -     | 8  | 0,5  | 4            | 9          | 0            | 5 h 34 min 44 s |
| 11    | Marie Prouvensier      | 3    | 8    | 37,5 % | -     | 3  | 1,0  | 1            | 0          | 0            | 1 h 53 min 26 s |
| 12    | Grâce Zaadi            | 1    | 10   | 10,0 % | -     | 8  | 0,1  | 0            | 0          | 0            | 0 h 38 min 44 s |
| 13    | Blandine Dancette      | 0    | 1    | 0 %    | -     | 5  | 0    | 0            | 0          | 0            | 0 h 41 min 19 s |
| 14    | Amandine Leynaud       | 0    | 2    | 0 %    | -     | 8  | 0    | 0            | 0          | 0            | 4 h 44 min 11 s |
| 15    | Tamara Horacek         | 0    | 1    | 0 %    | -     | 1  | 0    | 0            | 0          | 0            | 0 h 4 min 32 s  |
| 16    | Laura Glauser          | 0    | 0    | - %    | -     | 8  | 0    | 0            | 0          | 0            | 3 h 23 min 53 s |
| Total | Total                  | 188  | 351  | 53,6 % | 28/39 | 8  | 30   | 19           | 26         | 2            | 8 h 0 min 0 s   |

### Gardiennes de but
| Rang  | Nom              | %      | Arrêts | Tirs | MJ | Moy.  | Temps de jeu    |
| ----- | ---------------- | ------ | ------ | ---- | -- | ----- | --------------- |
| 1     | Laura Glauser    | 41,3 % | 45     | 109  | 8  | 5,625 | 3 h 23 min 53 s |
| 2     | Amandine Leynaud | 37,9 % | 61     | 161  | 8  | 7,625 | 4 h 44 min 11 s |
| Total | Total            | 39,3 % | 106    | 270  | 8  | 13,25 | 8 h 8 min 4 s   |